# Gliese 180 b
Gliese 180 b  (o GJ 180 b) es un exoplaneta supertierra no confirmada su existencia, que orbita la estrella enana roja Gliese 180, a una distancia de 38,1 años luz en la constelación de Eridanus. Descubierto en el 2014 por el método de detección de velocidad radial.

## Características físicas y habitabilidad[1][3]
El planeta orbita dentro de la zona de habitabilidad estelar de Gliese 180, con un periodo orbital de solo 17,4 días. Es una supertierra, con una masa mínima de 8,30 veces mayor que la de la Tierra, y un radio estimado de 1,89 (siendo 1 el radio de la Tierra, y asumiendo que se trata de un planeta rocoso). Por tanto, de ser rocoso, la gravedad en el planeta sería considerablemente mayor.
Se ha estimado que su similitud con la Tierra es de un 75 %. Su temperatura media, suponiendo unas condiciones atmosféricas  como en la Tierra, sería de 39 °C (en la Tierra son 15 °C), pero debe de tener más temperatura todavía porque al tener más gravedad, el planeta debe de atrapar una capa atmosférica más densa que en la Tierra, y como consecuencia, la temperatura debe ser mayor.
Como Gliese 180 b orbita alrededor de una estrella enana roja (el Sol es más del doble de grande), posee posibles problemas por la proximidad a su estrella, como estar sujeto a erupciones estelares o llamaradas, lo que inundaría el planeta de rayos X o radiación ultravioleta que harían más difícil la existencia de vida, o como posiblemente estar el planeta anclado por marea, como ocurre con la Luna que no tiene movimiento de rotación, y siempre da la misma cara a la Tierra.